# Gunghuyana cingalensis
Gunghuyana cingalensis är en insektsart som beskrevs av William Lucas Distant 1918. Gunghuyana cingalensis ingår i släktet Gunghuyana och familjen dvärgstritar. Inga underarter finns listade i Catalogue of Life.